# Kulna Khan
Kulna Khan (Kulpa Khan, Askulpa, Kildi o Kildi Beg o Kildibeg) fou kan de l'Horda d'Or. Hauria regnat després d'assassinar al seu germà Berdibeg per instigació del general Tughlukbeg. Aquest parentiu no obstant no és gaire segur i Karamzin diu només que "passava per fill de Janibeg".
La situació interna és desconeguda i podria haver governat en concurrència amb altres pretendents. Fins i tot alguns historiadors com Van Hammer o Fraehn suposen que Kulna o Kulpa és persona diferent a Kildi Beg. Aquest darrer nom el dona Khuandemir com a successor de Berdi Beg, mentre les fonts russes anomenen com a successor a Kulpa; no obstant amb aquesta gràfia exacta no s'esmenta a cap moneda on si apareixen els noms Kulna o Kulnah. Les monedes amb el nom Kulna estan datades el 1359 i 1360 i encunyades arreu del kanat (Gulistan, Nova Sarai, Azak i Khwarezm), però en les mateixes dates apareixen les monedes del seu successor Nurus Khan i s'especula que els seus regnats no fossin successius sinó concurrents. Hi ha monedes amb el nom Kildibeg el 1360/1361 i 1361/1362 encunyades a Nova Sarai, Azak i Mokhshi. Von Hammer diu que Kulna només va ocupar el tron sis mesos i 5 dies (1359-1360) i fou assassinat per Nuruzbeg (Nurusbeg o Nurus Khan) juntament amb els seus fills Ivan i Miquel.
| Precedit per: Berdibeg | Khan de l'Horda d'Or 1359–1360 | Succeït per: Nuruzbeg |